# Dianbobo Baldé
Pour les articles homonymes, voir Baldé.
Dianbobo Baldé, plus connu sous le nom de Bobo Baldé, né le 5 octobre 1975 à Marseille, est un footballeur international guinéen, reconverti par la suite entraîneur de football.

## Biographie

### Débuts professionnels en France
Bobo Baldé fait ses débuts à l'Olympique de Marseille. Face à la concurrence il est prêté successivement au FC Mulhouse et à l'AS Cannes où il se fait remarquer. Le Toulouse FC le recrute pour la saison 1999-2000 qui se termine par une montée en première division. Il reste deux ans au TFC, disputant 57 rencontres.

### Celtic Glasgow
Le 21 juillet 2001, le Celtic Glasgow débourse 1,5 M€ pour acquérir les services de Baldé. Il fait ses débuts le 8 septembre 2001 contre Dunfermline et marque son premier but le 20 octobre 2001 contre Dundee. Au cours de cette première saison, il inscrit six buts parmi lesquels une réalisation dans un Old Firm en finale de la Coupe d'Écosse.
En 2003, Bobo Baldé est élu meilleur joueur de la saison par les fans du Celtic. Il fut le premier joueur à recevoir ce trophée individuel. Il a disputé douze des treize matchs de Coupe de l'UEFA qui amenèrent le Celtic en finale contre le FC Porto. Au cours de cette finale, il est expulsé à la 95e minute de jeu, après avoir reçu un second avertissement.
Baldé est victime d'injures raciales en mars et octobre 2004. Les auteurs de ces débordements ont été lourdement sanctionnés (Russell Smith a été interdit à vie de l'enceinte de Kilmarnock).
Le guinéen est victime d'une importante blessure aux abdominaux qui lui fait rater le début de saison 2006-2007 et dont il aura des difficultés à se remettre.
Il a été un élément clé du Celtic Glasgow durant cinq saisons où il disputa 233 rencontres et remporta notamment trois championnats.

### Retour en France
En octobre 2009, et libre de tout contrat, Bobo Baldé fait son retour en France et signe un contrat avec Valenciennes. Ses débuts avec le club du Hainaut sont remarqués puisqu'il inscrit un but lors de son second match, lors d'un déplacement à Rennes. Il forme une charnière solide avec Milan Biševac.
En janvier 2011, Baldé résilie à l'amiable son contrat avec le club nordiste et signe dans la foulée en faveur de l'AC Arles-Avignon. Il reste une saison et demie dans ce club avant de le quitter à l'été 2012.
Deux ans après avoir quitté le football professionnel, Dianbobo Baldé rejoint le club marseillais de PHA du CA Gombertois où il prend également le poste d'entraîneur adjoint.

## Statistiques
| Saison                | Club            | Championnat | Championnat | Coupes Nationales | Coupes Nationales | Coupes Européennes | Coupes Européennes | Total  | Total |
| Saison                | Club            | Matchs      | Buts        | Matchs            | Buts              | Matchs             | Buts               |        |       |
| Saison                | Club            | Matchs      | Buts        | Matchs            | Buts              | Matchs             | Buts               | Matchs | Buts  |
| --------------------- | --------------- | ----------- | ----------- | ----------------- | ----------------- | ------------------ | ------------------ | ------ | ----- |
| 1997-1998             | FC Mulhouse     | 33          | 1           | 1                 | 0                 | -                  | -                  | 34     | 1     |
| 1998-1999             | AS Cannes       | 29          | 4           | 1                 | 0                 | -                  | -                  | 30     | 4     |
| 1999-2000             | Toulouse FC     | 28          | 0           | 3                 | 0                 | -                  | -                  | 31     | 0     |
| 2000-2001             | Toulouse FC     | 24          | 1           | 1                 | 0                 | -                  | -                  | 25     | 1     |
| 2001-2002             | Celtic Glasgow  | 21          | 2           | 8                 | 4                 | 8                  | 0                  | 37     | 6     |
| 2002-2003             | Celtic Glasgow  | 36          | 2           | 3                 | 2                 | 14                 | 0                  | 53     | 4     |
| 2003-2004             | Celtic Glasgow  | 31          | 2           | 5                 | 0                 | 14                 | 0                  | 50     | 2     |
| 2004-2005             | Celtic Glasgow  | 34          | 2           | 7                 | 1                 | 5                  | 0                  | 46     | 3     |
| 2005-2006             | Celtic Glasgow  | 28          | 1           | 3                 | 0                 | 2                  | 0                  | 33     | 1     |
| 2006-2007             | Celtic Glasgow  | 6           | 0           | 2                 | 0                 | 2                  | 0                  | 10     | 0     |
| 2007-2008             | Celtic Glasgow  | 4           | 0           | 0                 | 0                 | 0                  | 0                  | 4      | 0     |
| 2008-2009             | Celtic Glasgow  | 0           | 0           | 0                 | 0                 | 0                  | 0                  | 0      | 0     |
| 2009-2010             | Valenciennes FC | 10          | 1           | 0                 | 0                 | -                  | -                  | 10     | 1     |
| 2010-Jan 2011         | Valenciennes FC | 15          | 0           | 3                 | 0                 | -                  | -                  | 18     | 0     |
| Jan 2011-2011         | Arles-Avignon   | 13          | 0           | 0                 | 0                 | -                  | -                  | 13     | 0     |
| 2011-2013             | Arles-Avignon   | 27          | 0           | 1                 | 0                 | -                  | -                  | 28     | 0     |
| 2014-2016             | Château Gombert | -           | -           | -                 | -                 | -                  | -                  | -      | 0     |
| Total sur la carrière |                 | 339         | 16          | 38                | 7                 | 45                 | 0                  | 422    | 23    |

Dernière mise à jour : 19 mai 2012

## Palmarès
- Finaliste de la Coupe UEFA 2002-2003
- Champion d'Écosse en 2002, 2004, 2006
- Vainqueur de la Coupe d'Écosse en 2004 et 2005
- Vainqueur de la Coupe de la Ligue d'Écosse en 2006
- International guinéen (50 sélections et 2 buts)[7].

## Vie personnelle
Il est le frère aîné de l'international guinéen, Yasser Baldé.